# Chessy-les-Prés
 Chessy-les-Prés  es una población y comuna francesa, en la región de Champaña-Ardenas, departamento de Aube, en el distrito de Troyes y cantón de Ervy-le-Châtel.

## Demografía
| 570 | 497 | 481 | 476 | 509 | 504 |
| Para los censos de 1962 a 1999 la población legal corresponde a la población sin duplicidades (Fuente: INSEE [Consultar]) |     |     |     |     |     |